# Mes courants électriques
Albums de Alizée
Gourmandises En concert
Mes courants électriques est le deuxième album d'Alizée, paru en mars 2003. Tout comme son premier album, Gourmandises, Mes courants électriques est intégralement écrit et composé par Mylène Farmer et Laurent Boutonnat, qui le produisent également.
Lancé par le single J'en ai marre!, l'album sort alors qu'Alizée a promu son premier titre, Moi… Lolita dans de nombreux pays d'Europe et d'Asie. Pour ce public international, quatre titres sont enregistrés en anglais : J'en ai marre ! (I'm fed up!), Amélie m'a dit (Amélie), J'ai pas vingt ans ! (I'm not twenty!) et Youpidou (Youpidoo). Ces versions anglaises ne figurent pas sur l'album français, même si deux d'entre elles constituent les « faces B » de deux des singles extraits de l'album. Elles sont par contre intégrées à la version internationale de l'album, avec les versions originales, regroupées en fin de track-listing. Une autre version ajoute le tube Moi… Lolita en bonus-track, tandis que la version japonaise reprend l'album français (dans laquelle J'en ai marre ! est intitulée Mon bain de mousse), en y ajoutant uniquement la version anglaise de Mon bain de mousse.
L'album connaît une jolie carrière en Europe et en Asie, mais très loin du carton réalisé par Gourmandises. En France, Mes courants électriques… est certifié double disque d'or. Au total, plus de 400 000 exemplaires ont été vendus. Seuls trois singles sont extraits de l'album. Alizée défend cet album et son prédécesseur lors d'une tournée commencée à l'Olympia en août 2003.
L’album est ressorti en ligne en 2018 pour les 18 ans du single Moi... Lolita. Cette édition contient les titres I'm Fed Up!, Amélie, I'm Not Twenty! et Youpidoo destinés au public étranger.
Le 19 juillet 2019, la version instrumentale de l’album est sortie en ligne.
Le 4 juillet 2025, à l’occasion des 25 ans de Moi... Lolita, l’album est réédité en 2025 en vinyle Édition Collector Picture Disc chez Baskia Productions.

## Liste des chansons
Version française (Polydor)
Toutes les paroles écrites par Mylène Farmer et Alizée, toute la musique composée par Laurent Boutonnat.
| No  | Titre                | Durée |
| --- | -------------------- | ----- |
| 1.  | J'en ai marre !      | 5:12  |
| 2.  | À contre-courant     | 4:32  |
| 3.  | Toc de mac           | 4:29  |
| 4.  | Amélie m'a dit       | 3:51  |
| 5.  | C'est trop tard      | 4:43  |
| 6.  | Tempête              | 4:42  |
| 7.  | J'ai pas vingt ans ! | 4:23  |
| 8.  | Hey ! Amigo !        | 3:54  |
| 9.  | L'e-mail a des ailes | 4:10  |
| 10. | Youpidou             | 4:09  |
| 11. | Cœur déjà pris       | 4:16  |

Version japonaise (Universal)
| No  | Titre                      | Durée |
| --- | -------------------------- | ----- |
| 12. | I’m Fed Up ! (bonus track) | 4:16  |

Version européenne (Polydor)
| No  | Titre                       | Durée |
| --- | --------------------------- | ----- |
| 1.  | I’m Fed Up !                | 5:05  |
| 2.  | À contre-courant            | 4:32  |
| 3.  | Toc de mac                  | 4:29  |
| 4.  | Amélie m'a dit              | 3:51  |
| 5.  | C'est trop tard             | 4:43  |
| 6.  | Tempête                     | 4:42  |
| 7.  | I’m Not Twenty !            | 4:15  |
| 8.  | Hey ! Amigo !               | 3:46  |
| 9.  | L'e-mail a des ailes        | 4:10  |
| 10. | Youpidoo                    | 4:00  |
| 11. | Cœur déjà pris              | 4:16  |
| 12. | J'en ai marre !             | 5:12  |
| 13. | Amélie M’a Dit              | 3:45  |
| 14. | J'ai pas vingt ans !        | 4:23  |
| 15. | Youpidou                    | 4:09  |
| 16. | Moi... Lolita (bonus track) | 4:16  |

Version malaysienne (Requiem Publishing) et sud coréenne (Polydor),
| No  | Titre                       | Durée |
| --- | --------------------------- | ----- |
| 16. | Moi... Lolita (bonus track) | 4:16  |

Version remasterisée 2018 pistes bonus
| No  | Titre           | Auteur | Producteur | Durée |
| --- | --------------- | ------ | ---------- | ----- |
| 12. | I’m Fed Up!     |        |            | 5:12  |
| 13. | Amélie          |        |            | 3:51  |
| 14. | I’m Not Twenty! |        |            | 4:23  |
| 15. | Youpidoo        |        |            | 4:09  |

Mes Courants Continus... (Anaphore Music)
| No  | Titre                               | Durée |
| --- | ----------------------------------- | ----- |
| 1.  | J'en ai marre ! (Instrumental)      | 5:12  |
| 2.  | À contre-courant (Instrumental)     | 4:32  |
| 3.  | Toc de mac (Instrumental)           | 4:29  |
| 4.  | Amélie m'a dit (Instrumental)       | 3:51  |
| 5.  | C'est trop tard (Instrumental)      | 4:43  |
| 6.  | Tempête (Instrumental)              | 4:42  |
| 7.  | J'ai pas vingt ans ! (Instrumental) | 4:23  |
| 8.  | Hey ! Amigo ! (Instrumental)        | 3:54  |
| 9.  | L'e-mail a des ailes (Instrumental) | 4:10  |
| 10. | Youpidou (Instrumental)             | 4:09  |
| 11. | Cœur déjà pris (Instrumental)       | 4:16  |

Mes Courants Alternatifs... (Anaphore Music)
| No  | Titre                             | Durée |
| --- | --------------------------------- | ----- |
| 1.  | I’m Fed Up !                      | 5:08  |
| 2.  | Amélie                            | 3:48  |
| 3.  | I’m Not Twenty !                  | 4:19  |
| 4.  | Youpidoo                          | 4:04  |
| 5.  | Mon Bain De Mousse                | 4:45  |
| 6.  | J'en ai marre ! (Radio Edit)      | 4:17  |
| 7.  | I’m Fed Up ! (Radio Edit)         | 4:03  |
| 8.  | J'ai pas vingt ans ! (Radio Edit) | 3:51  |
| 9.  | À contre-courant (Radio Edit)     | 3:54  |
| 10. | Amélie m'a dit (Live)             | 3:53  |

### Charts et ventes
| Chart (2003)                     | Meilleure position |
| -------------------------------- | ------------------ |
| Allemande Albums Chart           | 26                 |
| Belgique Albums Chart (Wallonne) | 9                  |
| Chine Albums Chart               | 9                  |
| France Albums Chart,             | 2                  |
| Hong Kong Albums Chart           | 5                  |
| Italie Albums Chart              | 29                 |
| Israël Albums Chart              | 4                  |
| Japon Albums Chart               | 1                  |
| Pologne Albums Chart             | 32                 |
| Russie Albums Chart              | 10                 |
| Corée du Sud Albums Chart        | 3                  |
| Espagne Albums Chart             | 7                  |
| Suisse Albums Chart              | 27                 |

| Region       | Certification |
| ------------ | ------------- |
| France       | 2x Or,        |
| Corée du Sud | Argent        |

## Singles extraits
- J'en ai marre !
- J'ai pas vingt ans
- À contre-courant

## Crédits
- Basses : Bernard Paganotti
- Batteries : Matthieu Rabaté / Loïc Pontieux
- Guitares : Philippe Bouley
- Cavaquinho Guitare : Slim Pezin
- Claviers : Laurent Boutonnat
- Chœurs : Ann Calvert et Alizée (Morgane Maugran sur Tempête)
- Réalisation et arrangements : Laurent Boutonnat
- Arrangements Cordes : Jean-Jacques Charles
- Régie d'orchestre : Jean-Philippe Audin
- Mixage et prise de son : Jérôme Devoise (assisté par Vincent Chevalot)

Enregistré aux Studios Guillaume Tell / Davout / Calliphora
Mixé au Studio Guillaume Tell à Paris